# Veda Elamri
Veda Tao Elamri (ur. 1998) – francuski zapaśnik, reprezentujący Reunion, walczący w stylu wolnym. Złoty medalista igrzysk Wysp Oceanu Indyjskiego w 2023 roku.